# Ulota schmidii
Ulota schmidii là một loài Rêu trong họ Orthotrichaceae. Loài này được (Müll. Hal.) Mitt. miêu tả khoa học đầu tiên năm 1859.